# Джо Страммер
Джон Грехем Меллор (21 серпня 1952 — 22 грудня 2002),  з 1975 року відомий як Джо Страммер — британський музикант, співак, композитор, актор та автор пісень, був одним з засновників, автором пісень, гітаристом та вокалістом гурту «The Clash», заснованого у 1976 році на хвилі популярності британського панк-року.   
Страммер також виступав сольно та грав або працював з такими гуртами, як «101ers», «Latino Rockabilly War», «Mescaleros» та «Pogues». Він також знімався в кіно, писав музику до фільмів та телебачення, вів програми на радіо.
У січні 2003 року Страмер та «The Clash» були введені в Зал слави рок-н-ролу. Друзі та родина Страммера створили фонд його імені (спочатку називався Strummerville) — неприбуткову організацію, яка надає підтримку музикантам та музичним проєктам.  

## Ранні роки
Джо Страммер народився в Анкарі 21 серпня 1952 року. Його мати народилась у Шотландії, працювала медсестрою. Батько працював у дипломатичній службі Великої Британії. Крім британського, він мав вірменське та єврейське походження. У Страммера був також старший брат Девід. Брати рідко бачили батьків і навчались у школі-пансіоні. У 1970 році Девід покінчив життя самогубством. 
Після школи Страммер вступив до Центральної школи мистецтва та дизайну в Лондоні, де провчився рік. У 1971 році Стамер став вегетаріанцем і залишався прихильником цього способу харчування до кінця життя. 
У 1973 році переїхав до Ньюпорту, приєднався там до студенського гурта «Vultures» , співав та грав на ритм-гитарі. У 1974 році гурт розпався, Страммер повернувся до Лондона, де вирішив створити ще один колектив разом зі своїми сусідів по квартирі, який назвали «101ers». 
Гурт чимало грав у лондонських пабах, робив кавери на пісні американських R&B та блюз виконавців. Страммер був лід-вокалістом гурту, а також писав пісні.

## Кар'єра

### The Clash (1976–1986)
У 1976 року на розігріві гурту Страммера виступили «Sex Pistols», які його дуже вразили.
Пізніше до Страммера звернулися Берні Родес та Мік Джонс, який хотів, щоб Страммер співав у його гурті. Він приєднався до Джонса, басиста Пола Сімонона, барабанщика Террі Чімса та гітариста Кіта Левене. Гурт назвали «The Clash», перший виступ відбувся 4 липня 1976 року в Шеффілді. 25 січня 1977 року гурт у складі лише трьох осіб (Левене звільнили, Чімс пішов) підписав контракт з CBS Records. Пізніше Топпер Хедон став постійним барабанщиком групи. 
Страммер разом з іншими учасниками неодноразово мали проблеми з законом. 10 червня 1977 року його та Хедона заарештували за те, що аерозольною фарбою написали «The Clash» на стіні в готелі. 20 травня 1980 року його заарештували за застосування сили до одного агресивно налаштованого глядача на виступи у Гамбурзі в Німеччині .  
У вересні 1983 року Страммер оприлюднив заяву «Clash Communique» та звільнив Міка Джонса. Топпер Хедон покинув гурт ще раніше, його вигнали через зловживання наркотиками. У гурті залишилось лише два оригінальних учасники, Страммер та Сімонон. Родес переконав Страммера продовжувати діяльність, прийняти нових музикантів у гурт. Після виходу «Cut the Crap» у 1985 році, яким були незадоволені фанати та критики, Страммер розпустив гурт.  

### Сольна робота та робота над саундтреками (1986–1999)
У 1986 році Страммер працював над декількома піснями фільму «Sid and Nancy».
У 1987 році знявся у фільмі «Walker» режисера Алекса Кокса, а також написав саундтрек до фільму. Того ж року знявся у ще одному фільмі Алекса Кокса «Straight to Hell» та почав співпрацювати з гуртом «The Pogues», які грали та виконували музику для фільму   

## Дискографія

### The Clash
| Рік  | Альбом               |
| ---- | -------------------- |
| 1977 | The Clash            |
| 1978 | Give ’Em Enough Rope |
| 1979 | London Calling       |
| 1980 | Sandinista!          |
| 1982 | Combat Rock          |
| 1985 | Cut the Crap         |

### The 101’ers
| Рік  | Альбом                 | Примітки                                    |
| ---- | ---------------------- | ------------------------------------------- |
| 1981 | Elgin Avenue Breakdown | Збірка різних матеріалів за 1974-1976 роки. |

### Сольні записи
| Рік  | Альбом                                | Примітки                                                |
| ---- | ------------------------------------- | ------------------------------------------------------- |
| 1986 | Sid and Nancy Soundtrack              | Саундтрек до фільму «Сід та Ненсі»                      |
| 1987 | Walker                                | Саундтрек до «Уолкер».                                  |
| 1987 | Straight To Hell Original Soundtrack  | Саундтрек до фільма «Straight to Hell»                  |
| 1993 | When Pigs Fly Soundtrack              | Неопублікований саундтрек до «When Pigs Fly».           |
| 1998 | Chef Aid: The South Park Album        | Композиція «It’s A Rockin' World»                       |
| 2003 | Unearthed                             | Дует з Джонні Кешем «Redemption Song»                   |
| 2004 | Black Magic                           | Пісня «Over The Border»                                 |
| 2007 | Joe Strummer: The Future Is Unwritten | Саундтрек                                               |
| 2018 | Joe Strummer 001                      | Збірка з 32 композицій, 12 з яких не видавались раніше. |

### The Latino Rockabilly War
| Рік  | Альбом                               |
| ---- | ------------------------------------ |
| 1988 | Permanent Record Original Soundtrack |
| 1989 | Earthquake Weather                   |

### The Mescaleros
| Рік  | Альбом                       |
| ---- | ---------------------------- |
| 1999 | Rock Art and the X-Ray Style |
| 2001 | Global a Go-Go               |
| 2003 | Streetcore                   |